# Tatort: Gold
Gold ist ein Fernsehfilm aus der Krimireihe Tatort. Der vom SWR produzierte Beitrag ist die 1242. Episode und wurde am 3. September 2023 im SRF, im ORF und im Ersten ausgestrahlt. Am 2. September war die Folge im Rahmen der Bundesgartenschau 2023 beim SWR-Familienfest  in Mannheim vorab uraufgeführt worden. Die Ludwigshafener Ermittlerinnen Lena Odenthal und Johanna Stern ermitteln in ihrem 78. bzw. 19. Fall.

## Handlung
RHEINGOLD
Hilde Wolter meldet ihren Sohn Boris als vermisst. Da der Bankier mit Hang zu Ritterspielen Epileptiker ist und weitere Faktoren dafür sprechen, dass er nicht freiwillig untergetaucht ist, nehmen die Kommissarinnen die Suche auf. Ein erster Verdacht fällt auf seine alkoholkranke, vorbestrafte Exfrau Melania. Sie hat die Trennung offensichtlich noch nicht verwunden und ihren Ex gestalkt. Dass sie etwas mit Wolters Verschwinden zu tun hat, erscheint den Ermittlerinnen jedoch fraglich.
Die Funkzellenauswertung zum Handy des Vermissten führt zu einem Weingut in Deidesheim.
Zeitgleich wird in Ludwigshafen der Hehler Helmuth Roth von der Juwelierin Maria Bernard erschossen, der er einen antiken Goldschatz angeboten hat.
DIE WALKÜRE
In Deidesheim wurde Boris Wolter zuletzt gesehen, sein Auto auf dem Parkplatz eines Hotels. Im Kofferraum werden römische Goldmünzen gefunden, an denen noch Erde haftet. In seinem Koffer befinden sich seine Medikamente. Eine Zeugin berichtet von einem Schuss, den sie am Vortag aus Richtung des Waldes gehört hat. Ein Polizeispürhund führt die Kommissarinnen zum Weingut von Susanne Bartholomae, deren Mann vor 10 Tagen verstorben ist und ihr viele Schulden hinterlassen hat.
Sie gibt an, Wolter sei ein guter Kunde von ihr gewesen. Sie habe mit ihm im Hotel zu Abend gegessen. Danach habe sie ihn nicht wieder getroffen.
Aufgrund der aufgefundenen Goldmünzen nimmt Johanna Stern Kontakt mit Dr. Dürr, dem Kurator des Nibelungenmuseums in Worms auf. Er hält die Münzen für Teile des legendären Rheingolds.
SIEGFRIED
Dr. Dürr sucht auf eigene Faust nach dem Rest des Rheingold-Schatzes und stört dadurch die Ermittlungen der Polizei.
In seiner Wohnung findet die Polizei den erschossenen Hehler Helmuth Roth. In seinem Blut liegt eine goldene Römermünze. Über die Überwachungsaufnahmen eines Autohändlers gegenüber identifizieren Stern und Odenthal die Juwelierin Marie Bernard aus Baden-Baden als die letzte Person, die man aus Roths Wohnung gekommen ist. Bernard wird festgenommen und gibt an, von Roth antike Goldobjekte angeboten bekommen zu haben. Auch wenn sie den Mord nicht gesteht, sind die Kommissarinnen überzeugt, ihn ihr nachweisen zu können. Den vermissten Wolter kannte sie aber nicht.
GÖTTERDÄMMERUNG
In Deidesheim nehmen Odenthal und Stern Melania Wolter fest, die gerade ihre vermeintliche Nebenbuhlerin Susanne Bartholomae mit einem Schwert bedroht.
Die Lösung des Falls liegt aber bei Susanne Bartholomae. Sie hatte den Goldschatz in ihrem Weinberg entdeckt und einzelne Fundstücke über das Darknet verkauft, um so ihre Schulden tilgen zu können. Auf diese Weise waren sowohl Roth als auch Wolter auf die Goldmünzen aufmerksam geworden. Wolter hatte versucht, selbst weitere Münzen auszugraben. Dabei hatte Bartholomae ihn ertappt und kurzerhand erschossen. Die Leiche hatte sie hm angrenzenden Wald verscharrt.

## Hintergrund
Der Film wurde vom 20. September bis zum 26. Oktober 2022 zum überwiegenden Teil in Baden-Württemberg gedreht. Er ist in die vier Akte „Rheingold“, „Die Walküre“, „Siegfried“ und „Götterdämmerung“ gegliedert, die von Wagners Opernzyklus Der Ring des Nibelungen inspiriert sind.

## Rezeption

### Nominierung
Der Film stand in drei Kategorien, Bester Film, Beste Hauptdarstellerin, Bester Hauptdarsteller auf der Shortlist des Jupiter Awards 2024.

### Kritiken
Tittelbach.tv schrieb: „Die Struktur von ‚Gold‘ (Südwestrundfunk) orientiert sich an Richard Wagners ‚Ring‘-Zyklus, aber die Handlung ist auch ohne Kenntnis der Oper verständlich: Ein verschwundener Bankfilialleiter hat offenbar irgendwo in den Weinbergen der Weinstraße tatsächlich den sagenhaften Schatz der Nibelungen gefunden; aber auf dem Gold liegt ein Fluch. Esther Wengers Film erfreut durch allerlei originelle Ideen, die auch optisch sehr überzeugend umgesetzt sind, durch eine formidable Musik mit vielen Wagner-Anklängen, durch eine zum Teil bühnenbildartige Ausstattung sowie nicht zuletzt durch Heino Ferch, der als Erzähler mit einem Augenzwinkern durch die Handlung führt.“
Für die Evangelisch.de urteilte Tilmann P. Gangloff: „Die Kunst des Drehbuchs besteht in der gelungenen Gratwanderung: Wer Wagner kennt, wird die diversen Andeutungen mit Freude zur Kenntnis nehmen, aber alle anderen müssen sich nicht ausgeschlossen fühlen; die Handlung funktioniert auch gänzlich ohne Hintergrundwissen, zumal Breinersdorfer und Röder geschickt kleine Wissensbissen in die Dialoge integriert haben.“
Holger Gertz von der Süddeutschen Zeitung meinte: „‚Gold‘ ist ein Experiment, man muss sich darauf einlassen und auch einlassen wollen, und wer vom Krimi einen Krimi erwartet, dem wird das nicht viel sagen. Aber auch derjenige wird anerkennen, dass das Szenenbild jedenfalls beeindruckend ist und auch die Art, wie Robert Schulte-Hemming und Jens Langbein hier Elemente aus Wagners Opern zu einer ganz eigenen Krimifilmmusik verdichtet haben.“
Das Lexikon des Internationalen Films bewertete den Film mit einem von fünf möglichen Sternen und beurteilte ihn ablehnend als einen experimentell angelegten Krimi, der zwar ein augenzwinkerndes Spiel mit Wagners „Ring“-Opern und skurrilen Charakteren betreiben wolle, dessen Einfälle „allerdings einfallslos bis peinlich“ seien und „sich durch die Rückbindung an stereotype Krimi-Standards selbst“ sabotierten, „sodass nicht mehr als eine plumpe Groteske“ herauskomme.

### Einschaltquoten
Die Erstausstrahlung von Gold am 3. September 2023 wurde in Deutschland von 8,21 Millionen Zuschauern gesehen und erreichte einen Marktanteil von 31,0 % für Das Erste. In der Zielgruppe jüngerer Zuschauer war die Quote 1,3 Millionen Haushalte und ein Marktanteil von fast einem Viertel (23,4 %).